# Fiorenzo III d'Olanda
Fiorenzo III d'Olanda, in olandese Floris III van Holland (L'Aia, 1140 circa – Antiochia di Siria, 1º agosto 1190), fu l'undicesimo (secondo gli Annales Egmundani, fu il decimo) Conte d'Olanda dal 1157 alla sua morte.

## Origine
Secondo il capitolo nº 52 della Chronologia Johannes de Beke era il figlio secondogenito del decimo (secondo gli Annales Egmundani, fu il nono) conte d'Olanda, Teodorico VI e della futura contessa di Bentheim, Sofia di Rheineck, che, secondo gli Annales Egmundani, era figlia del conte di Rheineck ed conte palatino del Reno (come conferma anche il capitolo nº 52 della Chronologia Johannes de Beke), Ottone I di Salm e dell'erede della Contea di Bentheim, Gertrude di Northeim, che, secondo l'Annalista Saxo, era figlia del margravio di Frisia, Enrico di Northeim e della moglie, Gertrude di Braunschweig.
Teodorico VI d'Olanda, sia secondo il capitolo nº 49a della Chronologia Johannes de Beke, che secondo gli Annales Egmundani, era il figlio primogenito dell'ottavo conte d'Olanda, Fiorenzo II e della moglie, Gertrude o Petronilla di Lorena, che era la figlia secondogenita di Teodorico II, duca dell'Alta Lorena e della prima moglie, Edvige di Formbach, che era vedova di Gerardo di Supplimburgo. Infatti sempre il capitolo nº 49a della Chronologia Johannes de Beke, che la cita col nome di Petronilla, specifica che era la sorellastra uterina del futuro rex romanorum e poi imperatore, Lotario II di Supplimburgo (Petronillam Lotharii cesaris sororem).

## Biografia
Nel 1148, morì suo zio Ottone II di Salm, il fratello maggiore di sua madre, Sofia di Rheineck, e, secondo il capitolo nº 54c della Chronologia Johannes de Beke, suo fratello terzogenito, Ottone (assieme alla madre) divenne l'erede della Contea di Bentheim.
Circa due anni dopo, alla morte del nonno, nel 1150 (come confermano le Europäische Stammtafeln, vol II, 2 a pagina 182 (non consultate)), Ottone I di Salm, sua madre, Sofia, divenne contessa di Bentheim.
Nel 1151, secondo gli Annales Egmundani, morì suo fratello, il primogenito, Teodorico, detto il Pellegrino, in quanto nato durante il pellegrinaggio dei suoi genitori a Gerusalemme.
Fiorenzo viene citato nei due documenti nº 139 e nº 140 dell'Oorkondenboek Holland, datati 1156, inerenti ad uno scambio di proprietà tra suo padre, Teodorico VI, conte d'Olanda, assistito dalla moglie Sofia e l'abate dell'Abbazia di Echternach.
Suo padre, Teodorico VI morì nel 1157, come confermano gli Annales Egmundani: il conte Teodorico (Theodericus comes, filius Florentii crassi comitis) morì il 5 agosto (Nonas Augusti); mentre il capitolo nº 56 della Chronologia Johannes de Beke, riporta che Teodorico (Theodericus comes) morì, il 5 agosto (nonas Augusti), continuando che Fiorenzo fu inumato nell'abbazia di Egmond.
Dopo la morte del padre, Fiorenzo, gli succedette, come Fiorenzo III, conte d'Olanda, mentre, suo fratello, Ottone affiancò la madre, nella Contea di Bentheim.
Nei primi mesi del 1162, Fiorenzo prese in moglie, Ada di Scozia, figlia del potente re di Scozia, Enrico (Adam filiam Henrici prepotentis regis Scottorum), come ci conferma il capitolo nº 57a della Chronologia Johannes de Beke, mentre la Chronica de Mailros riporta che il re di Scozia, Malcolm, dette in moglie la sorella Ada al conte d'Olanda, Fiorenzo (Malcolmus rex Scotorum dedit sororem suam aliam Ade comiti Florentio de Hoilande); infine, anche gli Annales Egmundani riportano che Fiorenzo sposò la sorella del re di Scozia, Malcolm (sororem Regis Scottorum nomine Ada), con un grande numero di navi e milizie. Il padre di Ada era il conte di Huntingdon e di Northumbria ed erede al trono di Scozia, Enrico (premorto al padre), che, come ci conferma il monaco e cronista inglese, Orderico Vitale, era figlio del re di Scozia, Davide I e di Matilde, contessa di Nortumbria, ereditata dalla propria famiglia e di Huntingdon, in quanto vedova del conte di Huntingdon, Simone I di Senlis; la madre di Ada, che, secondo il cronista, priore dell'abbazia di Bec e sedicesimo abate di Mont-Saint-Michel, Robert di Torigny, era, Ada de Warenne (infatti Robert di Torigny ci conferma che era la moglie di Enrico e la madre di Malcom IV), figlia di Guglielmo II di Warenne e Elisabetta di Vermandois (definisce Ada sorella uterina di Waleran de Beaumont, I conte di Worcester).
Fiorenzo ricorda che quello fu l'anno del suo matrimonio, col documento nº 152 dell'Oorkondenboek Holland, datato 28 agosto 1162, inerente ad una donazione all'abbazia di Egmond.
Secondo il Complete Peerage XI, Fiorenzo, dopo il matrimonio, sempre nel 1162, ricevette dal cognato, Malcom IV, come dote di Ada, il titolo di Conte di Ross (non consultata), su cui però non riuscì ad esercitare alcun controllo e fu governata dal re di Scozia.
Nel 1176, sua madre, Sofia fece un terzo ed ultimo pellegrinaggio a Gerusalemme, dove morì, come confermano sia gli Annales Egmundani, che il capitolo nº 56 della Chronologia Johannes de Beke, che specifica il giorno della morte: il 26 settembre (vi Kalenda octobris); inoltre ambedue le fonti specificano che fu tumulata nella chiesa di Santa Maria dell'Ordine teutonico a Gerusalemme (hospitale Teutonicorum) (ad hospitale quod est Theutonicorum sepelitur).
Suo fratello, Ottone succedette alla madre, nella Contea di Bentheim, come Ottone I.
Fiorenzo fu un fedele alleato dell'imperatore del Sacro Romano Impero, Federico Barbarossa, partecipò alla spedizione di Federico in Italia.
Fiorenzo III, secondo il capitolo nº 58b della Chronologia Johannes de Beke, prese parte alla terza crociata e fu uno dei comandanti dell'imperatore Federico, Federico Barbarossa.
Fiorenzo morì, per la peste, nel 1190, come conferma il capitolo nº 58b della Chronologia Johannes de Beke, che riporta che Fiorenzo (Florencius comes Hollandieis) morì, il 1º agosto (kalendis augusti), del 1190 ad Antiochia, non molto tempo dopo l'imperatore, Federico Barbarossa, continuando che Fiorenzo fu inumato nella stessa abbazia dell'imperatore, la Grotta di San Pietro ad Antiochia. Anche la Beka's Egmondsch Necrologium, in Oppermann, O. (1933) Fontes Egmundenses a pagina 109, riporta l'anno ed il giorno della morte di Fiorenzo (non consultata).
A Fiorenzo III, succedette il figlio primogenito, Teodorico, come ci conferma il capitolo nº 59ª della Chronologia Johannes de Beke.

## Discendenza
Fiorenzo III da Ada ebbe undici figli:
1. Ada o Adele o Adelaide[18] ( † dopo il 1205), che sposò Ottone I di Brandeburgo (come confermano le Europäische Stammtafeln[12], vol I, 2 a pagina 183 (non consultate)[25])
2. Margherita[18] ( † dopo il 1203), che, nel 1182, sposò Teodorico III, conte di Kleve, come confermano gli Annales Egmundani[29]
3. Teodorico[18] ( † 4 novembre 1203), conte d'Olanda[28]
4. Guglielmo[18] ( † 4 febbraio 1222), conte della Frisia orientale[18] e poi, conte d'Olanda[30]
5. Fiorenzo[18] ( † 30 novembre 1210), Prevosto di Utrecht, fu vescovo di Glasgow, dal 1202 al 1207
6. Baldovino ( † 19 luglio 1204), citato nel documento nº 232 dell'Oorkondenboek Holland, datato 1198[31]
7. Roberto[18]
8. Beatrice[18]
9. Elisabetta[18]
10. Edvige, citata dalla Beka's Egmondsch Necrologium, in Oppermann, O. (1933) Fontes Egmundenses a pagina 110, che riporta il giorno della morte, 13 gennaio, ma non l'anno (non consultata)[25]
11. Agnese ( † 22 aprile 1228), badessa dell'abbazia di Rijnsburg, da 1205 (come confermano le Europäische Stammtafeln[12], vol II, 2 (non consultate)[25]).

## Ascendenza
|                                           |                                       |                                  | Genitori                            |  |  | Nonni |  |  | Bisnonni                    |  |  | Trisnonni                  |  |
|                                           |                                       |                                  |                                     |  |  |       |  |  | Teodorico V, conte d'Olanda |  |  | Fiorenzo I, conte d'Olanda |  |
|                                           |                                       |                                  |                                     |  |  |       |  |  | Teodorico V, conte d'Olanda |  |  | Fiorenzo I, conte d'Olanda |  |
|                                           |                                       | Gertrude Billung                 |                                     |  |  |       |  |  | Teodorico V, conte d'Olanda |  |  |                            |  |
| Fiorenzo II, conte d'Olanda               |                                       |                                  |                                     |  |  |       |  |  | Teodorico V, conte d'Olanda |  |  |                            |  |
|                                           |                                       | Otelinda di Sassonia             | Magnus, duca di Sassonia            |  |  |       |  |  |                             |  |  |                            |  |
|                                           |                                       | Otelinda di Sassonia             | Magnus, duca di Sassonia            |  |  |       |  |  |                             |  |  |                            |  |
|                                           |                                       | Otelinda di Sassonia             | Sofia d'Ungheria                    |  |  |       |  |  |                             |  |  |                            |  |
| Teodorico VI, conte d'Olanda              |                                       | Otelinda di Sassonia             |                                     |  |  |       |  |  |                             |  |  |                            |  |
|                                           |                                       | Teodorico II, duca di Lorena     | Gerardo, duca di Lorena             |  |  |       |  |  |                             |  |  |                            |  |
|                                           |                                       | Teodorico II, duca di Lorena     | Gerardo, duca di Lorena             |  |  |       |  |  |                             |  |  |                            |  |
|                                           |                                       | Teodorico II, duca di Lorena     | Edvige di Namur                     |  |  |       |  |  |                             |  |  |                            |  |
| Petronilla di Lorena                      |                                       | Teodorico II, duca di Lorena     |                                     |  |  |       |  |  |                             |  |  |                            |  |
|                                           |                                       | Edvige di Formbach               | Federico, conte di Formbach         |  |  |       |  |  |                             |  |  |                            |  |
|                                           |                                       | Edvige di Formbach               | Federico, conte di Formbach         |  |  |       |  |  |                             |  |  |                            |  |
|                                           |                                       | Edvige di Formbach               | Gertrude di Haldensleben            |  |  |       |  |  |                             |  |  |                            |  |
| Fiorenzo III, conte d'Olanda              |                                       | Edvige di Formbach               |                                     |  |  |       |  |  |                             |  |  |                            |  |
|                                           | Ermanno di Lussemburgo, conte di Salm | Giselberto, conte di Lussemburgo |                                     |  |  |       |  |  |                             |  |  |                            |  |
|                                           | Ermanno di Lussemburgo, conte di Salm | Giselberto, conte di Lussemburgo |                                     |  |  |       |  |  |                             |  |  |                            |  |
|                                           | Ermanno di Lussemburgo, conte di Salm | …                                |                                     |  |  |       |  |  |                             |  |  |                            |  |
| Ottone I di Salm, conte palatino del Reno | Ermanno di Lussemburgo, conte di Salm |                                  |                                     |  |  |       |  |  |                             |  |  |                            |  |
|                                           |                                       | Sofia di Formbach                | …                                   |  |  |       |  |  |                             |  |  |                            |  |
|                                           |                                       | Sofia di Formbach                | …                                   |  |  |       |  |  |                             |  |  |                            |  |
|                                           |                                       | Sofia di Formbach                | …                                   |  |  |       |  |  |                             |  |  |                            |  |
| Sofia di Rheineck                         |                                       | Sofia di Formbach                |                                     |  |  |       |  |  |                             |  |  |                            |  |
|                                           |                                       | Enrico, margravio di Frisia      | Ottone di Northeim, duca di Baviera |  |  |       |  |  |                             |  |  |                            |  |
|                                           |                                       | Enrico, margravio di Frisia      | Ottone di Northeim, duca di Baviera |  |  |       |  |  |                             |  |  |                            |  |
|                                           |                                       | Enrico, margravio di Frisia      | Richenza di Svevia                  |  |  |       |  |  |                             |  |  |                            |  |
| Gertrude di Northeim                      |                                       | Enrico, margravio di Frisia      |                                     |  |  |       |  |  |                             |  |  |                            |  |
|                                           |                                       | Gertrude di Brunswick            | Egberto I, margravio di Meißen      |  |  |       |  |  |                             |  |  |                            |  |
|                                           |                                       | Gertrude di Brunswick            | Egberto I, margravio di Meißen      |  |  |       |  |  |                             |  |  |                            |  |
|                                           |                                       | Gertrude di Brunswick            | Immilla di Torino                   |  |  |       |  |  |                             |  |  |                            |  |
|                                           |                                       | Gertrude di Brunswick            |                                     |  |  |       |  |  |                             |  |  |                            |  |